# Tabanus tangi
Tabanus tangi är en tvåvingeart som beskrevs av Xu 1992. Tabanus tangi ingår i släktet Tabanus och familjen bromsar.
Artens utbredningsområde är Fujian (Kina). Inga underarter finns listade i Catalogue of Life.